# Alquines
Alquines ist eine französische Gemeinde mit 985 Einwohnern (Stand: 1. Januar 2022) im Département Pas-de-Calais in der Region Hauts-de-France (zuvor Nord-Pas-de-Calais). Sie gehört zum Arrondissement Saint-Omer und zum Kanton Lumbres.

## Geographie
Die Gemeinde Alquines liegt im Regionalen Naturpark Caps et Marais d’Opale, etwa 18 Kilometer westlich von Saint-Omer. Nachbargemeinden von Alquines sind Journy im Norden, Quercamps im Nordosten, Bouvelinghem im Osten, Coulomby im Süden, Quesques und Escœuilles im Südwesten sowie Haut-Loquin im Westen.

## Bevölkerungsentwicklung
| Jahr                       | 1962 | 1968 | 1975 | 1982 | 1990 | 1999 | 2006 | 2013 | 2022 |
| Einwohner                  | 660  | 606  | 613  | 675  | 745  | 751  | 859  | 940  | 985  |
| Quellen: Cassini und INSEE |      |      |      |      |      |      |      |      |      |

## Sehenswürdigkeiten

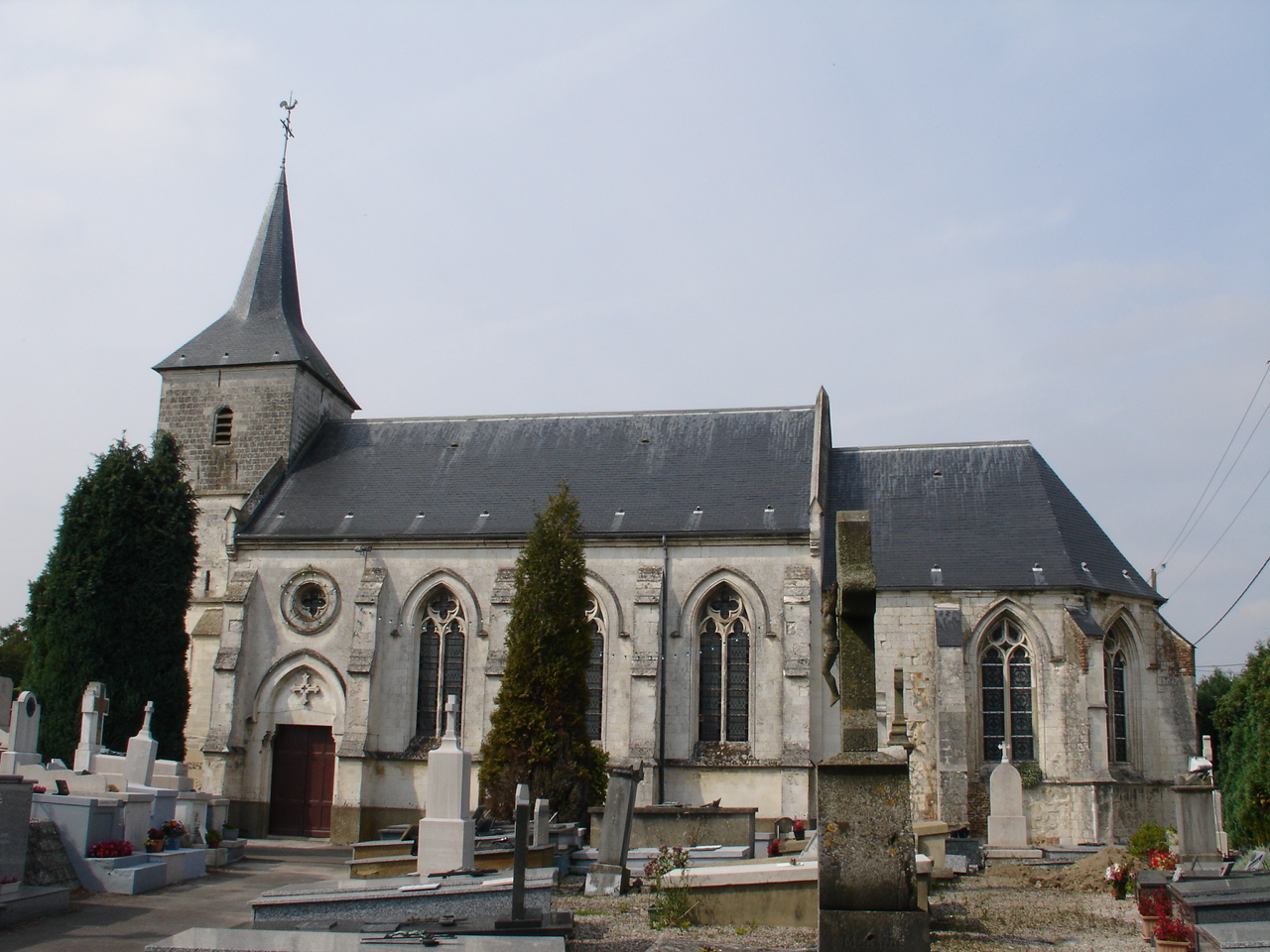
Kirche Saint-Nicolas
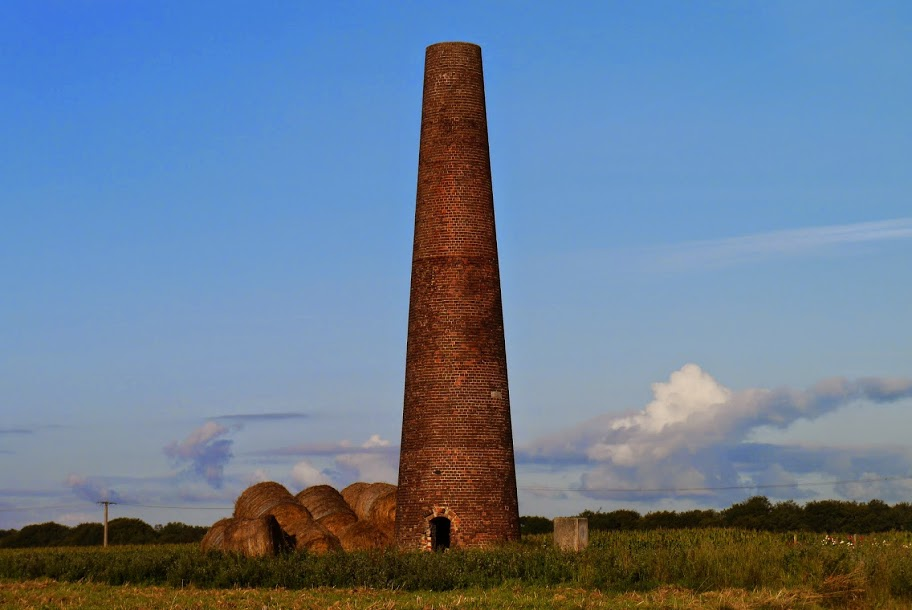
Ehemalige geodätische Pyramide am mit 211 m höchsten Punkt des Départements Pas-de-Calais
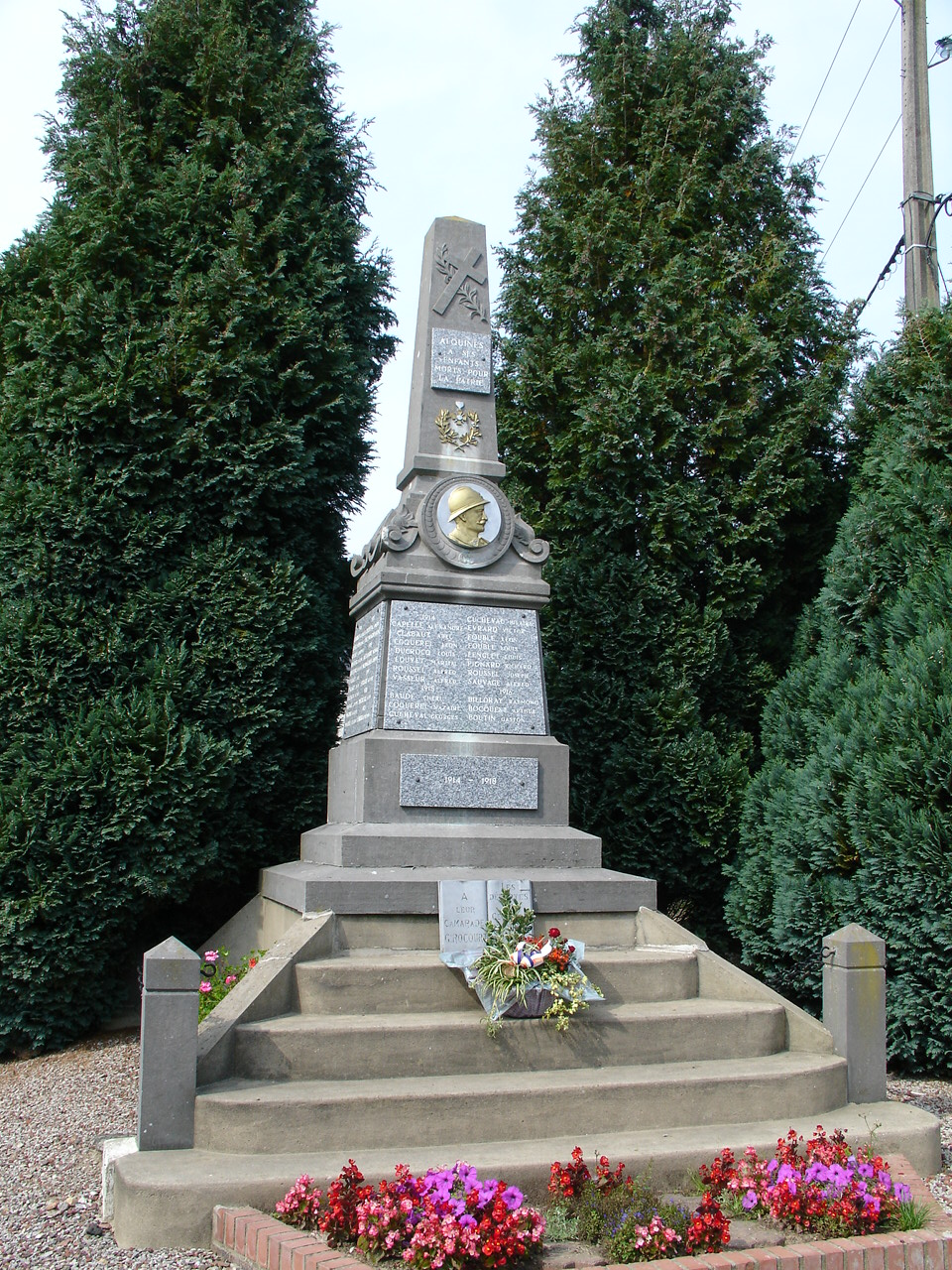
Gefallenendenkmal

- Reste einer Wallburg
- Kapelle im Ortsteil
- Wasserturm im Ortsteil Fromentel

- Kirche Saint-Nicolas
- Ehemalige geodätische Pyramide am mit 211 m höchsten Punkt des Départements Pas-de-Calais
- Gefallenendenkmal